# سیارک ۲۸۱۹
سیارک ۲۸۱۹ (به انگلیسی: 2819 Ensor، نامگذاری:1933UR) دو هزار و هشتصد و نوزدهمین سیارک کشف شده‌است که در ۲۰ اکتبر ۱۹۳۳ کشف شد.
قدر مطلق سیارک برابر ۱۲٫۲۰ است.